# Maria Lourdes (Laas)
Die Kirche und die Kapelle Maria Lourdes sind zwei neuromanische Sakralbauten auf dem Gebiet der Gemeinde Laas in Südtirol.

## Kapelle
Neben der Kirche befindet sich eine Gedenkkapelle an „Edler Benedict Ritter von Vintschgau“ aus Meran, der am 15. Juni 1885 beim Umstürzen des aus Mals kommenden Stellwagens der k.u.k. Post hier zu Tode kam. Die Kapelle wurde von seiner trauernden Gattin errichtet, wie eine Tafel über der Eingangstür aussagt. Pfarrer Nikolaus Ortner aus Laas, der ein großer Marienverehrer war, unterstützte nach seiner Rückkehr von einer Wallfahrt nach Lourdes die Witwe bei ihrem Bestreben, zur Erinnerung an ihren Mann eine Kapelle zu Ehren der Unbefleckten Maria von Lourdes zu errichten. Sie konnte am 7. August geweiht und eine Statue der „Lourdesmutter“ feierlich eingesetzt werden. Nachdem sich herumgesprochen hatte, dass hier zumindest Gebetserhörungen oder sogar Wunder stattgefunden haben sollten, pilgerten die Menschen so zahlreich zu der Kapelle, dass diese bald nicht mehr ausreichte.

## Kirche
Pfarrer Ortner ergriff nun die Initiative zum Bau eines größeren Gotteshauses und wandte sich in einem schriftlichen Aufruf „an alle frommen Verehrer Mariens“ mit der Bitte um eine Spende. Es sei ja die erste Lourdes-Wallfahrtskirche in ganz Tirol – wenn nicht in Österreich.
Mit Hilfe der daraufhin reichlich eingehenden Gelder konnte am 17. Oktober 1893 die Grundsteinlegung erfolgen. Zelebriert wurde sie unter freiem Himmel von Pfarrer Ortner und 13 assistierenden weiteren Geistlichen. Geplant war ein neuromanischer Bau mit einem runden Glockenturm an der Ostseite. Gebaut wurde sie von Maurermeister Stecher aus Prad, der auch bereits die Herz-Jesu-Kirche in Tanas errichtet hatte. Die Anfertigung der Altäre war dem Tischlermeister Fleischmann aus Schlanders übertragen worden. Am 1. September 1896 wurden die drei Glocken geweiht und am 1. September des gleichen Jahres konnte die Weihe der Kirche durch den Fürstbischof Eugen Karl Valussi vorgenommen werden. Die Muttergottesstatue wurde in feierlicher Prozession im Beisein zahlreicher Priester in das neue Gotteshaus überführt, wobei, wie der „Tiroler Bote“ berichtete, „eine ungeheure Volksmenge“ anwesend war.
Die nach der Fertigstellung der Kirche aus der Kapelle dorthin überführte Marienfigur wurde durch eine Pietà aus der Laaser Friedhofskapelle ersetzt.
In den Jahren 1975/1976 fand eine umfangreiche Innen- und Außenrenovierung statt, es wurden dabei Wasser und Strom angeschlossen. 1983 wurden die Sakristei und das Presbyterium erneuert und der Volksaltar aufgestellt.
Die jährlichen Besucherzahlen liegen bei zwischen vierzig- und fünfzigtausend Personen.

## Innenraum

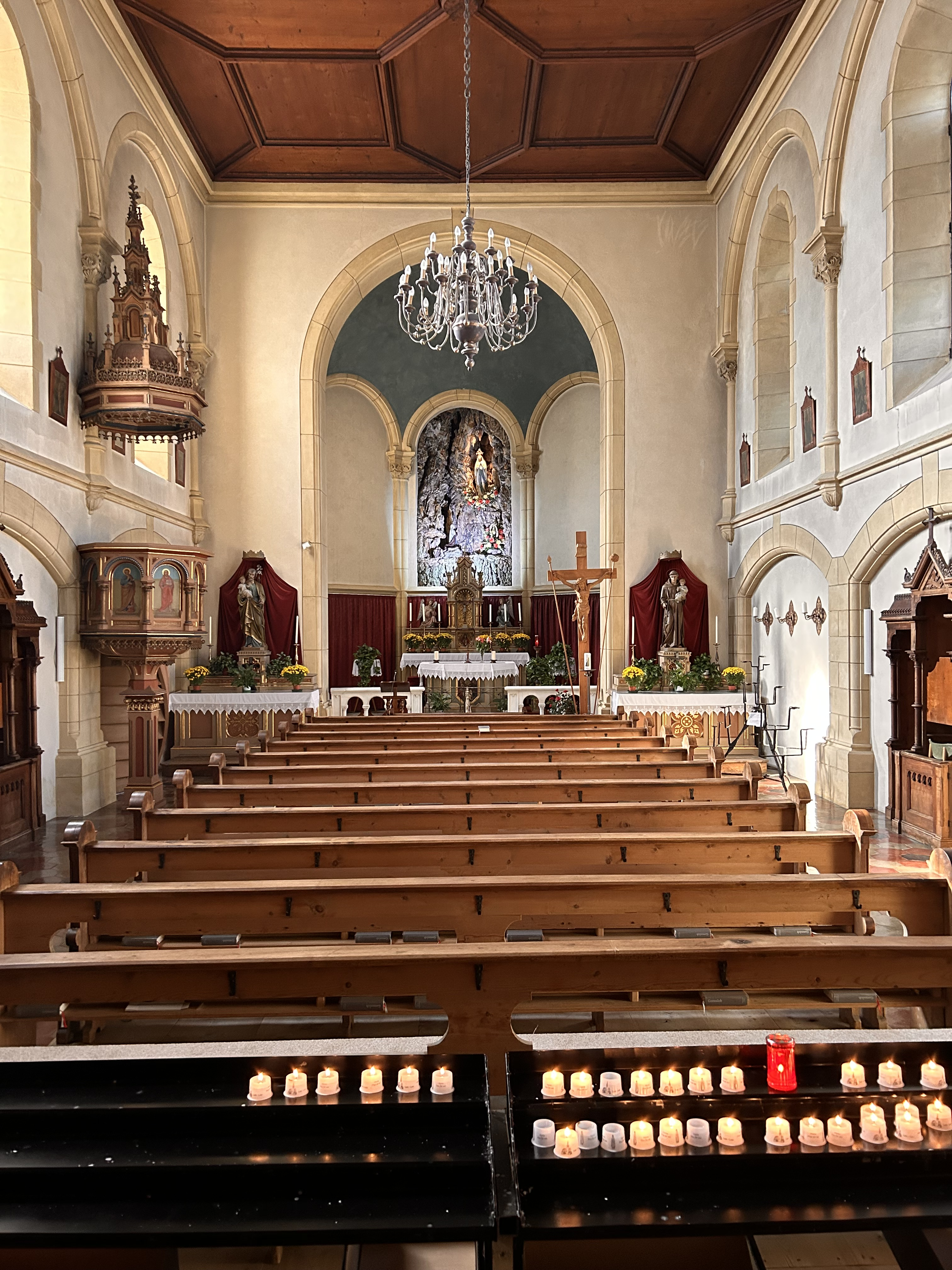
Kanzel und Hochaltar mit Lourdes-Grotte

Das Kircheninnere ist schlicht gehalten und dem neuromanischen Stil nachempfunden. Das Kirchenschiff hat eine flache Kassettendecke, an den Längswänden stehen zwei Beichtstühle, die beiden Seitenaltäre sind ebenfalls einfach gestaltet. Über den Altartischen finden sich jeweils eine Figur des hl. Josef von Nazaret und des hl. Antonius von Padua. An der Ostseite befinden sich drei Fenster, deren Glas mit Ranken und Blumenornamenten verziert ist. Die Fenster zeigten ursprünglich die Namen der Stifter, allerdings sind in zwei Fenstern diese Teile zerbrochen und durch normales Glas ersetzt worden. Aus diesem Grunde ist nur noch der Namen der Familie Pegger vorhanden. Die vier Fenster der Westseite zeigen einen Bilderzyklus aus dem Leben Marias. Eine Lourdesdarstellung findet sich im mittleren Rundbogen des Chors über dem Hochaltar. Es handelt sich um eine Tropfsteingrotte aus Laaser Onyx. Über dem Portal zur Eingangshalle ist auf einem Marmorrelief nochmals Unsere Liebe Frau von Lourdes mit dem davorknienden Mädchen Bernadette zu sehen.
In der Vorhalle zeugen viele Votivtafeln und -gaben von oftmaliger Gebetserhörung.

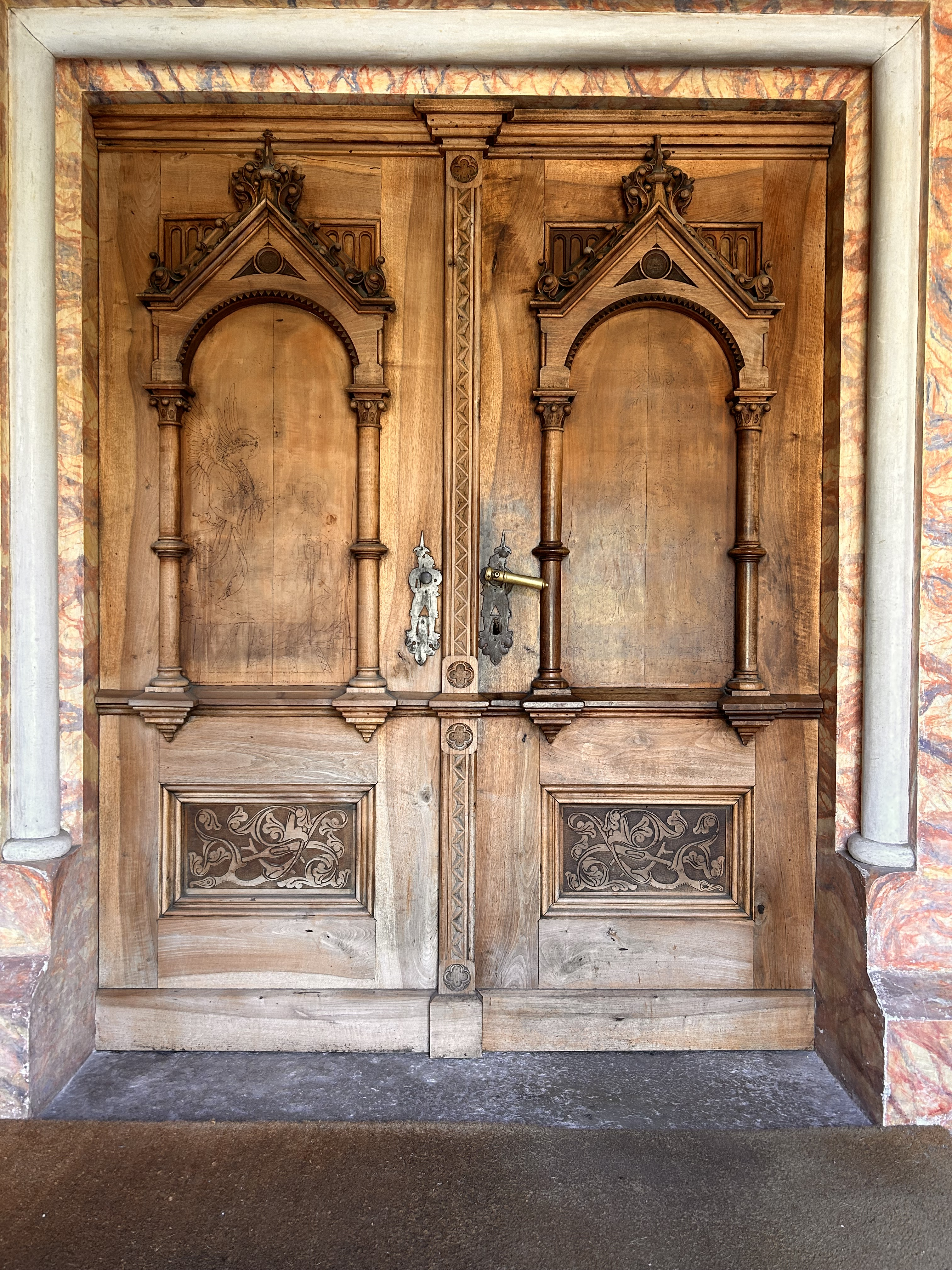
Tür zum Kirchenraum
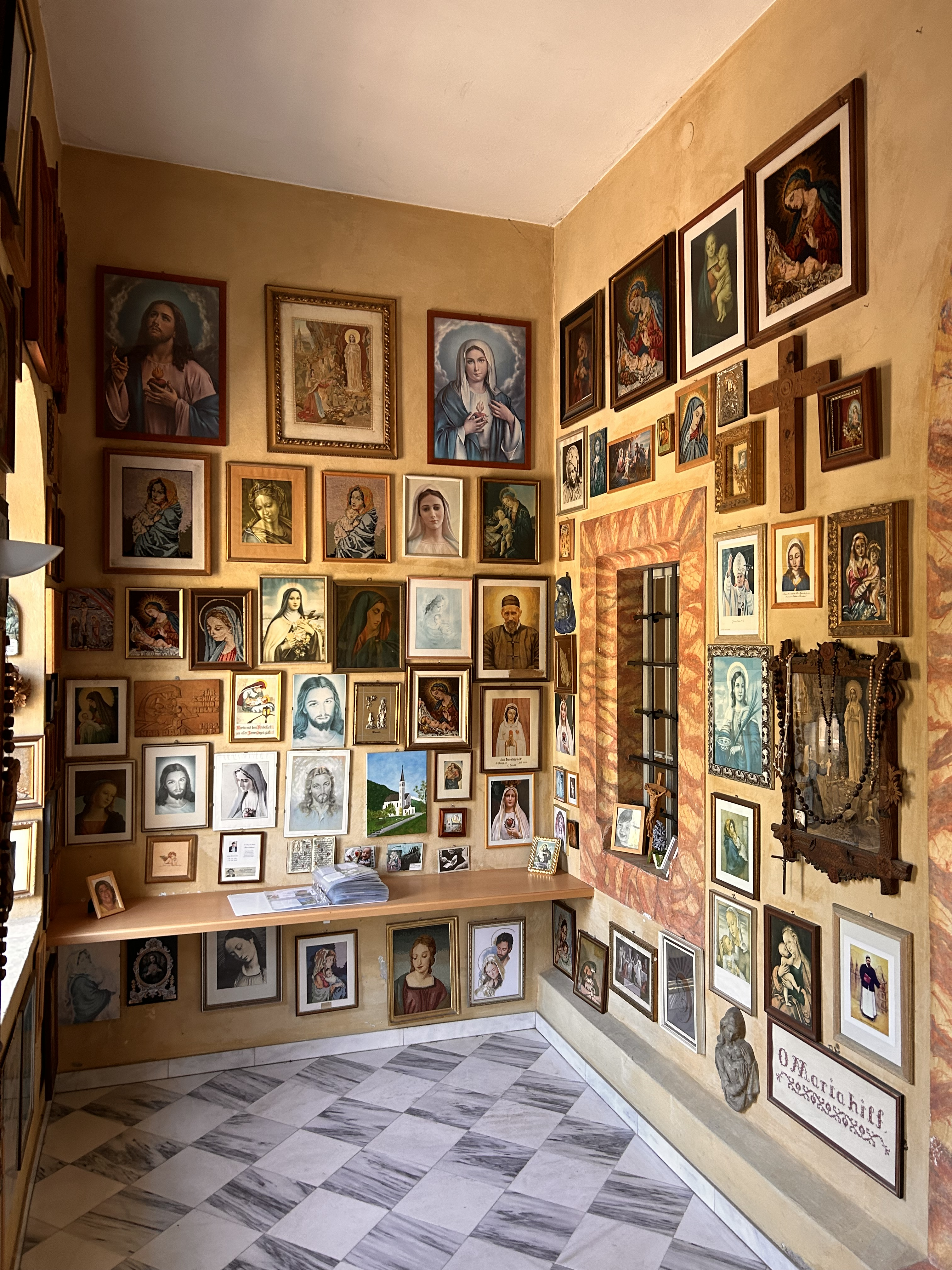
Vorhalle